# Wilhelm Langhans
Friedrich Wilhelm Langhans (21. september 1832—9. juni 1892) var en tysk musikforfatter.
Langhans var elev af Leipzig-konservatoriet, hvor han navnlig under Ferdinand David lagde sig efter violinspil. Senere opholdt han sig tvende gange i længere tid i Paris, den første gang for at studere under Alard. I 1869 tog Langhans doktorgraden i Heidelberg og levede derefter i Berlin som lærer i musikhistorie, fra 1881 ved Scharwenkas konservatorium. Langhans kompositionsvirksomhed har ikke efterladt sig synderligt spor.
Som musikforfatter har Langhans derimod vundet et betydeligt navn, navnlig ved sin Geschichte der Musik des 17., 18. und 19. Jahrhunderts (2 bind, 1882—87), der fremkom som en fortsættelse og afslutning af Ambros’ berømte musikhistorie, og som uden at besidde dennes selvstændighed eller videnskabelige betydning udmærker sig ved grundighed, overskuelighed og klar fremstilling. Desuden skrev Langhans Das musikalische Urtheil (1872), Die königliche Hochschule für Musik in Berlin (1873) og Musikgeschichte in zwölf Vorträgen (1878).